# Diocese de Castelo Branco
A antiga diocese de Castelo Branco foi erecta pelo Papa Clemente XIV em 7 de Junho de 1771 (na sequência da elevação da vila de Castelo Branco a cidade por D. José I em 1770), por desmembramento do vasto território que até então pertencia à Guarda, que ocupava freguesias da Beira Alta, Beira Baixa e ia até Abrantes, no Ribatejo. Segundo se queixava ao Papa, em 1748, o último Bispo da Guarda com responsabilidade sobre Castelo Branco, D. Bernardo António de Melo Osório, ”para se inferir da grandeza do bispado, declaro ter de âmbito sessenta e quatro léguas, de comprimento (porque é de figura oblonga) trinta e cinco, e de largura catorze” pelo que não podia fazer “ boa administração do Pasto Espiritual  e da Justiça ao excessivo numero de diocesanos”. 
Em contrapartida, o Bispado de Portalegre era antigo, criado em 1549, mas tinha um território relativamente pequeno, que aumentou com a incorporação de paróquias por extinção simultânia do Bispado de Elvas  e do Bispado de Castelo Branco, em 1881.
Foi extinta em 1881, tendo sido integrada no Bispado de Portalegre. Em 18 de Julho de 1956, o seu nome foi alterado para Diocese de Portalegre-Castelo Branco.

## Bispos de Castelo Branco
Ao contrário de outras dioceses históricas portuguesas, não há Bispos Titulares de Castelo Branco, uma vez que a diocese foi agregada ao Bispado de Portalegre, mais tarde Diocese de Portalegre-Castelo Branco. Bispos titulares até sua extinção:
1. Frei José de Jesus Maria Caetano, O.P. (1771-1782)
2. Frei Vicente Ferreira (ou Ferrer) da Rocha, O.P. (1782-1814)
3. ... (1814-1818)
4. Frei Patrício da Silva (1818-1819), futuro Patriarca de Lisboa
5. Joaquim José de Miranda Coutinho (1819-1831)
  - ... (1831-1846), administrador apostólico
  - Guilherme Henriques de Carvalho (1846-1857), administrador apostólico
  - ... (1857-1881), administradores apostólicos (a diocese esteve vaga)